# 卢克·罗伯茨
卢克·罗伯茨（英語：Luke Roberts，1977年1月25日—），生於澳大利亚阿德莱德，澳大利亚自行车运动员。他曾参加2000年、2004年和2008年三届夏季奥运，其中在2004年奥运获得一枚金牌。